# ジェニファー・ラブ・ヒューイット
ジェニファー・ラヴ・ヒューイット（Jennifer Love Hewitt、1979年2月21日 - ）は、アメリカ合衆国テキサス州出身の女優、シンガーソングライター、プロデューサー、監督である。瞳の色はブラウン、髪の色はブラック。

## 来歴

### 生い立ち
テキサス州ウェイコにて、イングランド系の家族、父ハーバート・ダニエル・ヒューイットと母パトリシア・メイ・シップの元に生まれる。1987年に同州ガーランドに移住、その後同州ハーカーハイツに移住しそこで育つ。父は技術者で母は病理学者だった。両親が離婚してからジェニファーと兄トッドは母親に女手一つで育てられた。母の兄が「ジェニファー」と名付け、母が大学時代の親友の名だった「ラヴ」をミドルネームにした。
幼い頃から音楽に興味を示したことが彼女のキャリアの始まりになった。3歳の時にはホイットニー・ヒューストンの『The greatest love of all』をライブストックショーで歌った。翌年にはレストランのダンスホールでカントリー・ミュージックの『Help me make it through the night』という曲を彼女のオリジナルで歌った。5歳の時には既にタップダンスとバレエをしていた事が彼女の昔の写真からわかる。9歳のとき「Texas Show Team」に加入（同チームはロシア遠征なども行った）、10歳で更なる活躍の場を求めてロサンゼルスに母と共に移住した。

### 女優として
1989年、ロサンゼルス移住後に20本近いテレビコマーシャルに出演。1991年にはディズニーチャンネルの『Kids Incorporated』という番組に出演し、人気が出た。翌年にはNBC放送の『Running Wild』という作品でピアース・ブロスナンの娘役を演じた。またインデペンデント映画『Munchie』にも出演。
その後彼女は『Shaky Ground』（FOX）、『Byrds of Paradise』（ABC）、『McKenna』（ABC）などのテレビシリーズに出演。1995年にFOX放送のドラマ『サンフランシスコの空の下』第2シーズンから出演したことが彼女をスターダムへと押し上げた。
1997年、ホラー映画『ラストサマー』に出演したことで人気が急騰。テレビの子役から一気にハリウッドスターへと変貌した（この作品ではライアン・フィリップ、サラ・ミシェル・ゲラーなどもスターダムを駆け上がった）。『ラストサマー』は全世界興行成績1億2500万ドルを達成。18歳で「最もセクシーなアメリカ人女性」にランクイン。翌年には続編の『ラストサマー2』や青春映画『待ちきれなくて…』に出演。
1999年、『サンフランシスコの空の下』の継続版『Time of your life』ではプロデューサーも務めるが、これはわずが半期で終了。
2000年、『オードリー・ヘプバーン・ストーリー』に出演。この年彼女は知名度調査（Q-rating）で「最もポピュラーなテレビ出演者」に選ばれた。また彼女の若々しくて健康的な魅力から電機メーカー・ノキアの看板にもなった。
2001年、シガニー・ウィーバー共演のコメディ『ハートブレイカー』に出演。2002年、ジャッキー・チェンと共演したアクション映画『タキシード』が大ヒットした。
2005年よりCBS放送にてテレビドラマ『ゴースト 〜天国からのささやき』に主演。アメリカ国内では1000万人近い視聴者がいる。ドラマは2010年を持って終了した。2006年には「最も美しい女性100人」で29位獲得。

### 歌手として
彼女がリリースしたシングルのうち、「How Do I Deal」はオーストラリアとニュージーランドで大ヒットした。4枚のアルバムはヨーロッパや日本でヒット。彼女の音楽シーン進出に日本のポップシーンが好む「Love Perky Music（直訳:明るくラブリーな音楽）」なマーケットは欠かせないものであったとの見解がアメリカにはある。
男性向け月刊誌の「FHM」が行う「もっともセクシーな女性100人」の常連である。2005年の年収は400万ドル（約4億円）。

## 私生活
- アメリカのファミリーレストラン「シズラー」の大ファンで、トークショーに出演した際にシズラーの広告に出演したいと発言。
- 自転車に乗れないとされていたが、paul frankの自転車に乗っている所をパパラッチされているため自転車には乗れるようである。

主役を務めるテレビドラマ『ゴースト 〜天国からのささやき』で共演したロス・マッコールと2006年1月から交際し婚約していたが2008年12月に婚約解消し、その後、2009年からジェイミー・ケネディと交際していると報じられたが2010年3月には破局。2010年よりアレックス・ベーと交際するも2011年には破局。
2012年3月、ドラマクライアント・リストで共演したブライアン・ハリセイと交際開始。6月にはハリセイとの婚約と第一子の妊娠を発表。
2013年 秋、11月に娘を出産する前に結婚した。
2015年1月に第二子の妊娠を発表、6月に息子を出産した。

## 主な出演作品

### 映画
| 公開年 | 題名                                                                                        | 役名                       | 備考                    |
| ------ | ------------------------------------------------------------------------------------------- | -------------------------- | ----------------------- |
| 1992   | まんちい Munchie                                                                            | アンドレア                 |                         |
| 1993   | 天使にラブ・ソングを2 Sister Act 2: Back in the Habit                                       | マーガレット               |                         |
| 1996   | パーフェクト･ファミリー House Arrest                                                        | ブルック                   |                         |
| 1997   | ラストサマー I Know What You Did Last Summer                                                | ジュリー・ジェームズ       |                         |
| 1998   | 待ちきれなくて… Can't Hardly Wait                                                           | アマンダ・ベケット         |                         |
| 1998   | ラストサマー2 I Still Know What You Did Last Summer                                         | ジュリー・ジェームズ       |                         |
| 1999   | ザ・サバーバンズ The Suburbans                                                              | ケイト                     |                         |
| 2000   | オードリー・ヘプバーン物語 The Audrey Hepburn Story                                         | オードリー・ヘプバーン     | テレビ映画              |
| 2001   | ハートブレイカー heartBreakers                                                              | ペイジ・コナーズ           |                         |
| 2001   | ノートルダムの鐘II The Hunchback of Notre Dame II                                           | Madellaine                 | ビデオ映画 声の出演     |
| 2002   | タキシード The Tuxedo                                                                       | デル・ブレイン             |                         |
| 2002   | グルーヴ・スカッド〜戦うチアガール〜 Groove Squad                                           | クリシー                   | 声の出演                |
| 2004   | ガーフィールド Garfield: The Movie                                                          | リズ・ウィルソン           |                         |
| 2004   | クリスマスキャロル A Christmas Carol                                                        | エミリー                   | テレビ映画              |
| 2004   | ジェニファー・ラヴ・ヒューイットのトゥルーラブ The Truth About Love                         | アリス・ホルブロック       |                         |
| 2005   | ジェニファー・ラヴ・ヒューイットの セレブリティ Confessions of a Sociopathic Social Climber | カティア・リヴィングストン | テレビ映画              |
| 2006   | ガーフィールド2 Garfield: A Tail of Two Kitties                                             | リズ・ウィルソン           |                         |
| 2008   | トロピック・サンダー/史上最低の作戦 Tropic Thunder                                          | 本人                       |                         |
| 2010   | クライアント・リスト ザ・ムービー The Client List                                           | サマンサ・ホートン         | テレビ映画 兼製作総指揮 |
| TBA    | I Know What You Did Last Summer 4                                                           | ジェリー・ジェームズ       |                         |

### テレビシリーズ
| 放映年      | 題名                                                       | 役名                           | 備考                                          |
| ----------- | ---------------------------------------------------------- | ------------------------------ | --------------------------------------------- |
| 1992-1993   | Shaky Ground                                               | バーナデット                   | 計17話出演                                    |
| 1994        | The Byrds of Paradise                                      | フラニー                       | 計7話出演                                     |
| 1995-1999   | サンフランシスコの空の下 Party of Five                     | サラ・リーヴス                 | 計99話出演                                    |
| 1998        | ボーイ・ミーツ・ワールド Boy Meets World                   | ジェニファー                   | 第5シーズン第17話「And Then There Was Shawn」 |
| 1998 - 1999 | ヘラクレス Hercules                                        | メデューサ                     | 声の出演                                      |
| 2005-2010   | ゴースト 〜天国からのささやき Ghost Whisperer              | メリンダ・ゴードン             | 計107話出演 兼製作総指揮                      |
| 2010        | LAW & ORDER:性犯罪特捜班 Law & Order: Special Victims Unit | ヴィッキー                     | 第12シーズン第3話「証拠品」                   |
| 2012-2013   | クライアント・リスト The Client List                       | ライリー・パークス             | 計25話出演 兼製作総指揮 計3話で監督も兼任     |
| 2014-2015   | クリミナル・マインド FBI行動分析課 Criminal Minds          | ケイト・キャラハン             | 計23話出演                                    |
| 2018-       | 9-1-1: LA救命最前線 9-1-1                                  | マディー・バックリー・ケンダル | シーズン2 - : メインキャスト                  |

## ディスコグラフィ

### スタジオ・アルバム
- 『ラヴ・ソングス』 - Love Songs (1992年) ※ラヴ・ヒュウィット名義。日本のみの発売
- Let's Go Bang (1995年)
- 『ジェニファー・ラヴ・ヒューイット』 - Jennifer Love Hewitt (1996年)
- 『ベアネイキッド』 - BareNaked (2002年)

### コンピレーション・アルバム
- Cool with You: The Platinum Collection (2006年)

### シングル
- "No Ordinary Love" (1996年)
- "How Do I Deal" (1999年)
- "Barenaked" (2002年)
- "Can I Go Now" (2003年)
- "Hey Everybody"　(2003年)

## 受賞歴
- Blockbuster Entertainment Award:Favarite Female New Comer（最も好きな新人賞）  Favarite Actress（最も好きな女優賞）（両賞とも『ラストサマー』に）
- People's Choice Award:Favarite Television performer in a New Series（新番組の中で最も好きな出演者賞）